# Julgada por seus pares
Julgada por seus pares, foi escrito em 1917, é um conto de Susan Glaspell, vagamente baseado no assassinato de John Hossack em 1900 (não o famoso abolicionista), que Glaspell cobriu enquanto trabalhava como jornalista para o Des Moines Daily News. É visto como um exemplo do início da literatura feminista porque duas personagens femininas são capazes de resolver um mistério que os personagens masculinos não conseguem. Elas são auxiliados por seu conhecimento da psicologia feminina. Glaspell originalmente escreveu a história como uma peça de um ato intitulada Trifles para o Provincetown Players em 1916.
A história foi adaptada para um episódio da série de TV dos anos 1950 Alfred Hitchcock Presents. Também foi adaptado para um filme de 30 minutos por Sally Heckel em 1980, sendo indicado ao Oscar de Melhor Curta-metragem em Live Action.

## Resumo do enredo
"Um Júri de Seus Pares" é sobre a descoberta e subsequente investigação do assassinato de John Wright. A história começa em um dia frio e de ventos fortes no condado fictício de Dickson, com Martha Hale sendo chamada repentinamente para ir até a cena do assassinato de Wright. Na charrete está Lewis Hale, seu marido; Xerife Peters, xerife do condado; e a Sra. Peters, esposa do xerife. Ela corre para se juntar a eles na charrete e o grupo parte. Eles chegam à cena do crime: a casa de aparência solitária dos Wrights. Imediatamente, a Sra. Hale exibe um sentimento de culpa por não visitar sua amiga, Minnie Foster, após seu casamento com o Sr. Wright, vinte anos antes. Uma vez que todo o grupo está seguro dentro de casa, o Sr. Hale é solicitado a descrever ao procurador do condado o que ele viu e vivenciou no dia anterior.
Apesar da gravidade das circunstâncias, ele conta sua história de uma maneira prolixa e mal pensada, tendência que ele luta para evitar durante o processo. A história começa com o Sr. Hale se aventurando na casa do Sr. Wright para convencê-lo a conseguir um telefone. Ao entrar na casa, ele encontra a Sra. Wright em um estado delirante e descobre que o Sr. Wright foi supostamente estrangulado.
A natureza curiosa das mulheres e a atenção muito peculiar aos mínimos detalhes permitem que elas encontrem evidências da culpa da Sra. Wright e de seus motivos. Enquanto isso, os homens não conseguem obter nenhuma evidência, as mulheres encontram a única prova utilizável: um pássaro morto em uma caixa. è mencionado que Minnie adorava cantar, mas seu marido não permitia, então, em vez disso, ela trouxe um pássaro que cantava. Mas agora, encontrando seu pássaro morto com o pescoço quebrado, era evidente que o Sr. Wright matou o pássaro, levando a Sra. Wright a estrangular seu marido de maneira semelhante. Sra. Hale e a Sra. Peters usam seu conhecimento e experiência como duas "mulheres rurais do meio-oeste" para entender o sofrimento da Sra. Wright quando a única coisa viva ao seu redor morreu. As mulheres encontram justificativa para as ações da Sra. Wright e escondem o que encontram dos homens. No final, a ocultação das evidências parece impedir a condenação da Sra. Wright.

## Temas
Estudiosos afirmam que os temas abordados em Um júri de Seus Pares, de Susan Glaspell, exploram os conceitos de bem e mal, lei versus justiça e o mundo dos homens versus o mundo das mulheres. O estudioso Leonard Mustazza afirmou que, na história, Glaspell explora o conceito de bem e mal em sua escrita, fazendo com que os detetives sejam heróis típicos da justiça ao afirmarem que não descansariam até encontrarem o assassino de John Wright. J. Madison Davis comentou sobre o mesmo conceito, observando que, embora as ações das mulheres não fossem convencionalmente boas, a crueldade infligida por John Wright e a escolha do xerife de ignorar essa crueldade justificaram suas ações e silêncio. Mustazza comentou sobre o tema da lei versus justiça, observando que os personagens masculinos estavam focados em seguir a lei enquanto as personagens femininas buscavam a justiça. Ele ainda escreveu que o comportamento dos homens mostrou as diferenças entre os personagens, pois eles não conseguiam reconhecer o abuso sofrido pela esposa e, em vez disso, criticavam suas habilidades domésticas.